# Королевский аквариум
«Короле́вский аква́риум и Зи́мний сад» (англ. The Royal Aquarium and Winter Garden) — место развлечений в 1876—1903 гг. в Вестминстере, Лондон, Великобритания. Комплекс располагался к западу от Вестминстерского аббатства на улице Тотхилл. Здание спроектировал Альфред Бедборо в высоком орнаментальном стиле. В его западной части находился театр «Аквариум», позже переименованный в «Империал».

## История
«Королевский аквариум» был открыт 22 января 1876 года. Развлекательный комплекс предназначался для художественных выставок, концертов, спектаклей и других интеллектуальных и культурных развлечений наряду с Хрустальным дворцом. Главный зал здания имел длину 104 метра и ширину 49 метров, а его крыша была сделана из стекла и железа. Здесь в качестве украшения были пальмы, фонтаны, оригинальные скульптуры. Вокруг зала находились буфеты, курительная комната, художественная галерея, театр, комнаты для чтения, игры в шахматы и т. п. Аквариум имел уникальные и дорогие на тот момент системы подачи воды. С ними периодически возникали технические проблемы. Также не содержались должным образом все тринадцать резервуаров с рыбой. На этот счёт издание «The Illustrated London News» в своём номере от 6 октября 1877 года в адрес директора «Королевского аквариума» опубликовало шутку с изображением мёртвого кита.
В 1890-х годах «Аквариум» приобретает непристойную репутацию: дамы без сопровождения прогуливались по комплексу в поисках мужского общения. К концу XIX века здание потеряло популярность и было продано веслианским методистам в 1903 года. «Королевский аквариум» был снесён и на его месте возвели «Методистский центральный зал в Вестминстере», который открылся в 1911 году.

## Театр
Театр под названием «Аквариум» был устроен в западной части развлекательного комплекса. Он был открыт 15 апреля 1876 года. На сцене театра разместили орган, который спустя два года перенесли на верхнюю галерею. В 1879 году театр был переименован в «Империал».